# GameTrailers
GameTrailers (ou GT) era um site de mídia especializado em conteúdo relacionado a jogos eletrônicos. O site dispunha acesso livre à programação original (como matérias e prévias de jogos), trailers e vídeos mostrando jogabilidade. Vários dos videoclipes eram disponibilizados em alta definição junto com definição padrão.
Usuários podiam colocar vídeos, criar blogs e participar dos fóruns. Em versões mais antigas do site, usuários podiam também criar facções por jogos ou outros interesses. Facções possuíam acesso a fóruns privados. Em determinado tempo, a GameTrailers chegou a possuir uma moeda chamada de GameTrailers Dollars (GTD), que podía ser obtida ao interagir com o site e usada para comprar itens virtuais e mercadorias reais.
Em 8 de fevereiro de 2016, foi anunciado via Facebook e Twitter que o site seria fechado após 13 anos de atividade.
Em 22 de março de 2016, Brandon Jones (co-fundador da GameTrailers) cria o Easy Allies junto com ex-integrantes da GameTrailers.